# Figo Preto
Figo Preto es un cultivar de higuera tipo Higo común Ficus carica unífera (una sola cosecha por temporada, los higos de verano-otoño), de piel de color de fondo púrpura negruzco, con sobre color negro marronáceo, con numerosas lenticelas de tamaño intermedio de color rosado. Se cultivan principalmente en la isla de Madeira (Portugal), de muy buena calidad tanto para higo fresco, como para higo seco paso.

## Sinonimias
- „Black Madeira“ en Estados Unidos y Canadá,[4][5][6][7]

## Historia
El cultivo extensivo de las higueras era tradicional en Portugal, especialmente en las regiones del Algarve, Moura, Torres Novas y Mirandela. Se cosechaban los llamados « "figos vindimos" », que tenían como destino el mercado de los higos secos, para el consumo humano o industrial, pero también para la alimentación de los animales,
Era un higueral de baja densidad, entre 100 y 150 higueras por hectárea, con árboles de gran porte, baja productividad y mucha mano de obra. Todo esto, unido a la fuerte competencia de los higos provenientes del norte de África y Turquía, provocó un progresivo abandono de este cultivo.
Hoy día se está recuperando, pero orientada la producción para su consumo en fresco, imponiéndose variedades más productivas adaptadas a las exigencias y gustos del mercado, aumentando las densidades de plantación e incluso aportando la posibilidad de riego. La producción de higos para el mercado de fruta fresca tiene dos épocas distintas de producción. Una en mayo, junio y julio, que es la época de los « "figos lampos" » (brevas); y otra en agosto y septiembre, hasta las primeras lluvias, que es la época de los « "figos vindimos" » (higos).
La variedad 'Figo Preto' también conocida en América del Norte como 'Black Madeira' está muy extendida como frutal de jardín en esta zona, gracias a su introducción por los emigrantes de la isla de Madeira.

## Características
La higuera 'Figo Preto' es una variedad unífera, del tipo Higo común. Los árboles 'Figo Preto' son árboles de porte esparcido, producen una cosecha de higos de tamaño medio, son ovoidales, redondeados en el ápice; su epidermis con color de fondo púrpura negruzco, con sobre color negro marronáceo, con numerosas lenticelas de tamaño intermedio de color rosado; presentan cuando maduros alguna grieta longitudinal; pedúnculo cilíndrico grueso y corto, con escamas grandes pegadas a la epidermis de color verde con ribete negro; el ostiolo cuando maduros se abre en estrella; carne blanca; cavidad interna pequeña o ausente, con numerosos aquenios de tamaño intermedio, pulpa carmín intenso a bayas rojas; sabor muy dulce agradable, jugoso, con un intenso sabor a bayas negras; frutos de calidad. Maduran en la temporada media.

## Cultivo
'Figo Preto' se trata de una variedad muy adaptada al cultivo de secano. Muy cultivado en la isla de Madeira (Portugal) y cuando están madurados adecuadamente no tienen rival en calidad. Su cultivo como frutal de jardín está extendido en zonas de Canadá y de Estados Unidos con emigrantes de la isla de Madeira, debido a que 'Figo Preto' no es el último de los cultivares tardíos, puede madurar en macetas al final de la temporada, incluso en los climas del norte, especialmente a medida que madura.
Se cultivan para su consumo como higo fresco y también producen unos excelentes higos pasos secos.